# OR5AS1
OR5AS1 (англ. Olfactory receptor family 5 subfamily AS member 1) – білок, який кодується однойменним геном, розташованим у людей на короткому плечі 11-ї хромосоми. Довжина поліпептидного ланцюга білка становить 324 амінокислот, а молекулярна маса — 36 653.
| 10         |  | 20         |  | 30         |  | 40         |  | 50         |
| ---------- |  | ---------- |  | ---------- |  | ---------- |  | ---------- |
| MLESNYTMPT |  | EFLFVGFTDY |  | LPLRVTLFLV |  | FLLVYTLTMV |  | GNILLIILVN |
| INSSLQIPMY |  | YFLSNLSFLD |  | ISCSTAITPK |  | MLANFLASRK |  | SISPYGCALQ |
| MFFFASFADA |  | ECLILAAMAY |  | DRYAAICNPL |  | LYTTLMSRRV |  | CVCFIVLAYF |
| SGSTTSLVHV |  | CLTFRLSFCG |  | SNIVNHFFCD |  | IPPLLALSCT |  | DTQINQLLLF |
| ALCSFIQTST |  | FVVIFISYFC |  | ILITVLSIKS |  | SGGRSKTFST |  | CASHLIAVTL |
| FYGALLFMYL |  | QPTTSYSLDT |  | DKVVAVFYTV |  | VFPMFNPIIY |  | SFRNKDVKNA |
| LKKLLERIGY |  | SNEWYLNRLR |  | IVNI       |  |            |  |            |

A: Аланін

C: Цистеїн

D: Аспарагінова кислота

E: Глутамінова кислота

F: Фенілаланін

G: Гліцин

H: Гістидин

I: Ізолейцин

K: Лізин

L: Лейцин

M: Метіонін

N: Аспарагін

P: Пролін

Q: Глутамін

R: Аргінін

S: Серин

T: Треонін

V: Валін

W: Триптофан

Кодований геном білок за функціями належить до рецепторів, g-білокспряжених рецепторів, білків внутрішньоклітинного сигналінгу. 
Локалізований у клітинній мембрані, мембрані.